# 제52회 베네치아 국제 영화제
제52회 베네치아 국제 영화제는 1995년 8월 30일에 열린 시상식이다. 이탈리아 베니스에서 개최되었다.

## 수상 및 후보

### 황금사자상
- 씨클로 - 트란 안 훙 수상

### 볼피컵 여우주연상
- 의식 - 이자벨 위페르 수상
- 의식 - 샌드린 보네어 수상

### 볼피컵 남우주연상
- 저승사자(영어판) - 고츠 게오르게 수상

### 심사위원 특별상
- 스타 메이커 - 쥬세페 토르나토레 수상
- God's Comedy - Joao de Deus 수상